# 労働移動
労働移動（ろうどういどう）とは、経済学用語の一つ。これは労働市場においての労働力の企業間や産業間や職業間や地位間の移動のことである。この労働移動というのは就職や転勤や転職などに伴って起こっていることである。労働移動というのは労働者個人の移動ということであるが、そのようになる要因としては国家の景気や企業の経営状況などといった周囲の問題によるということが多い。不況などという要因で企業が人員を削減させざるを得なくなった場合には、労働者を解雇することとなることから、これに伴う労働移動が発生することとなるわけである。また政府が失業問題などを解決させることを目的とした政策を実施するなどといった形で、失業者が職に就けるようになるということも労働移動が発生しているということになる。